# Yucca potosina
Yucca potosina es una especie de planta fanerógama perteneciente a la familia de Asparagaceae.

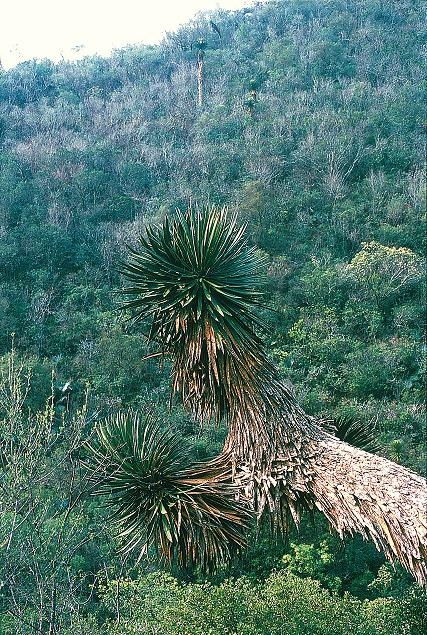
Vista de la planta en su hábitat

## Distribución
Es nativa del este al centro de México desde Hidalgo a San Luis Potosí. A veces se cultiva como planta ornamental. Se encuentra asociada a Yucca carnerosana, Agave stricta, Dasylirion spec., Encephalocarpus strobiliformis, y especies de Turbinicarpus y Echinocereus.

## Descripción
Yucca potosina es una de las grandes especies arborescentes que alcanzan in tamaño de hasta 8 m de altura, con ramificación ocasional. Las hojas son rígidas, estrechas, ásperas, de hasta 100 cm de largo. La inflorescencia es de hasta 120 cm de largo. Las flores son blancas, alargadas, de hasta 50 mm de largo y 15 mm de diámetro.

## Taxonomía
Yucca potosina fue descrita por Jerzy Rzedowski y publicado en Ciencia (Mexico) 15: 90, f. 2. 1955.
Etimología
Yucca: nombre genérico que fue nombrado por Carlos Linneo y que deriva por error de la palabra taína: yuca (escrita con una sola "c").
potosina: epíteto geográfico que alude a su localización en San Luis Potosí